# Liste von Arboreten in Frankreich
Die Liste von Arboreten in Frankreich benennt die Arboreten in Frankreich. Sie ist nach Départements alphabetisch eingeordnet.

## Liste

### Ain
- Arboretum von Beynost, Beynost
- Arboretum von Châtillon sur Chalaronne, Châtillon-sur-Chalaronne
- Arboretum von Cormoranche-sur-Saône, Cormoranche-sur-Saône
- Arboretum von Rothonne, Belley

### Aisne
- Arboretum vom Château de Blérancourt, Blérancourt
- Arboretum von Craonne, Craonne

### Allier
- Arboretum von Balaine, Villeneuve-sur-Allier
- Arboretum vom Prieuré de Gros Bois, Gipcy

### Alpes-Maritimes
- Arboretum Marcel Kroenlein, Roure
- Arboretum vom Sarroudier, Le Mas

### Ardennes
- Matton-et-Clémency

### Aube
- Arboretum Saint-Antoine, Ervy-le-Châtel

### Aude
- Arboretum von Planal, Arques
- Arboretum von Villardebelle, Villardebelle
- Arboretum von Lampy, Saissac

### Bas-Rhin
- Arboretum des Windecks, Ottrott
- Arboretum des botanischen Gartens, Strasbourg

### Calvados
- Arboretum von Grimbosq

### Cantal
- Arboretum Sainte Anastasie, Sainte-Anastasie (Cantal)

### Charente
- Arboretum Chêne-Vert, Chabanais
- Arboretum Jean Aubouin, Combiers

### Corrèze
- Arboretum vom Château de Neuvic d’Ussel, Neuvic
- Arboretum Puy Chabrol, Meymac
- Parc Arboretum von Saint-Setiers, Saint-Setiers
- Arboretum von Al Gaulhia, Espartignac

### Corse-du-Sud

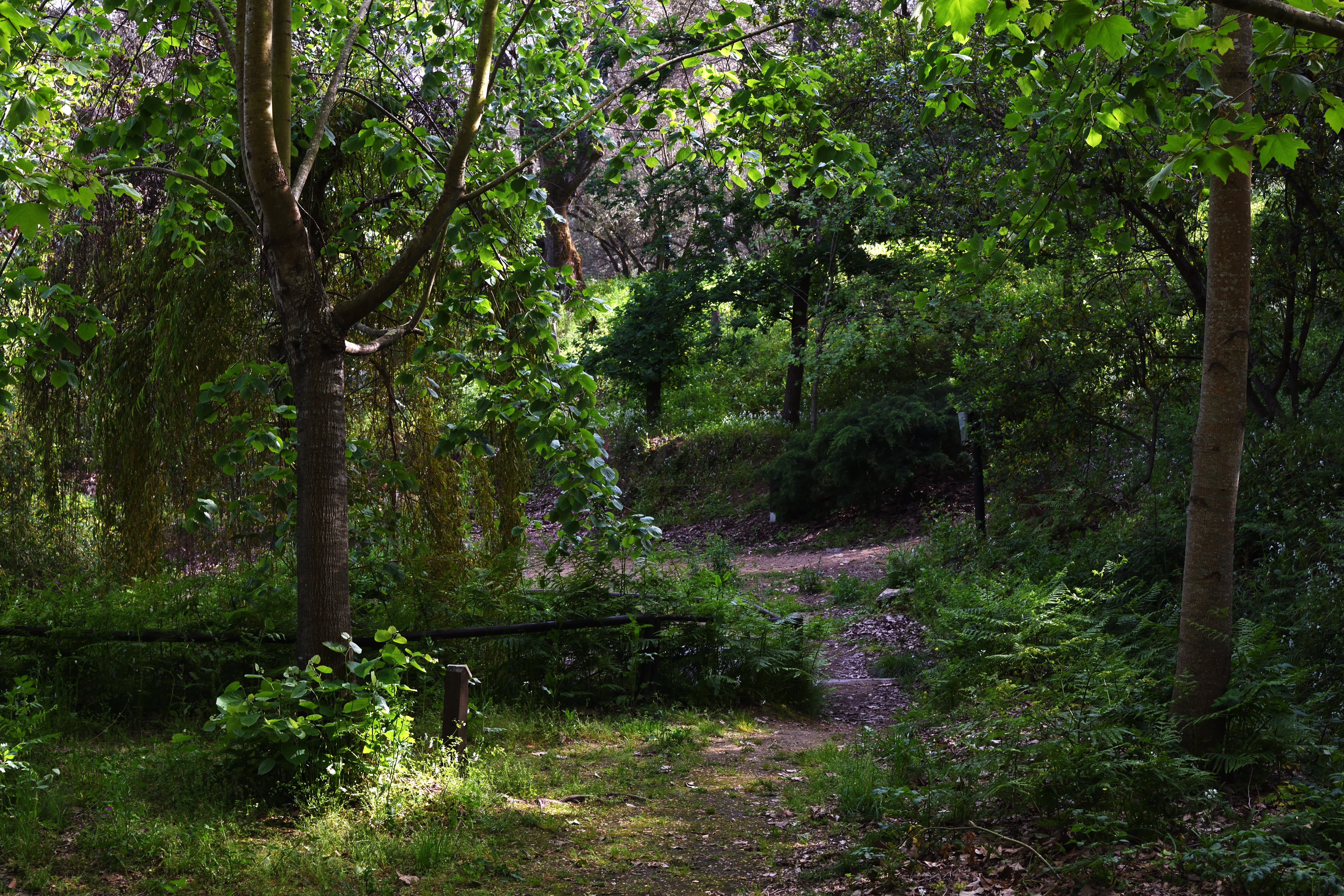
Arboretum beim Haus der Milelli

- Arboretum beim Haus der Milelli, Ajaccio

### Creuse
- Arboretum Puy de Jaule, La Courtine-le-Trucq
- Arboretum von der Sedelle, Crozant

### Essonne
- Arboretum von Segrez, Saint-Sulpice-de-Favières
- Arboretum Vilmorin, Verrières-le-Buisson
- Arboretum von Verrières-le-Buisson, Verrières-le-Buisson

### Eure
- Arboretum von Harcourt, Harcourt
- Arboretum von Nassandres, Nassandres

### Finistère
- Arboretum Poerop, Huelgoat
- Arboretum von Cranou, Saint-Eloy

### Gard
- Arboretum der Foux, Lanuéjols (Gard)
- Arboretum von l’Hort de Dieu, Valleraugue
- Arboretum von Saint Sauveur des Pourcils, Saint-Sauveur-des-Pourcils
- Arboretum von Cazebonne, Alzon
- Arboretum von Puéchagut, Bréau-Mars

### Haute-Garonne
- Arboretum von Jouéou, Bagnères-de-Luchon
- Arboretum von Cardeilhac, Cardeilhac

### Gers
- Arboretum von Coursiana, La Romieu

### Hérault
- Arboretum vom Grenouillet, Gorniès
- Arboretum du figuier, Nézignan-l’Évêque

### Ille-et-Vilaine
- Arboretum Jean Huchet, Vitré

### Indre-et-Loire
- Arboretum von Genillé

### Isère

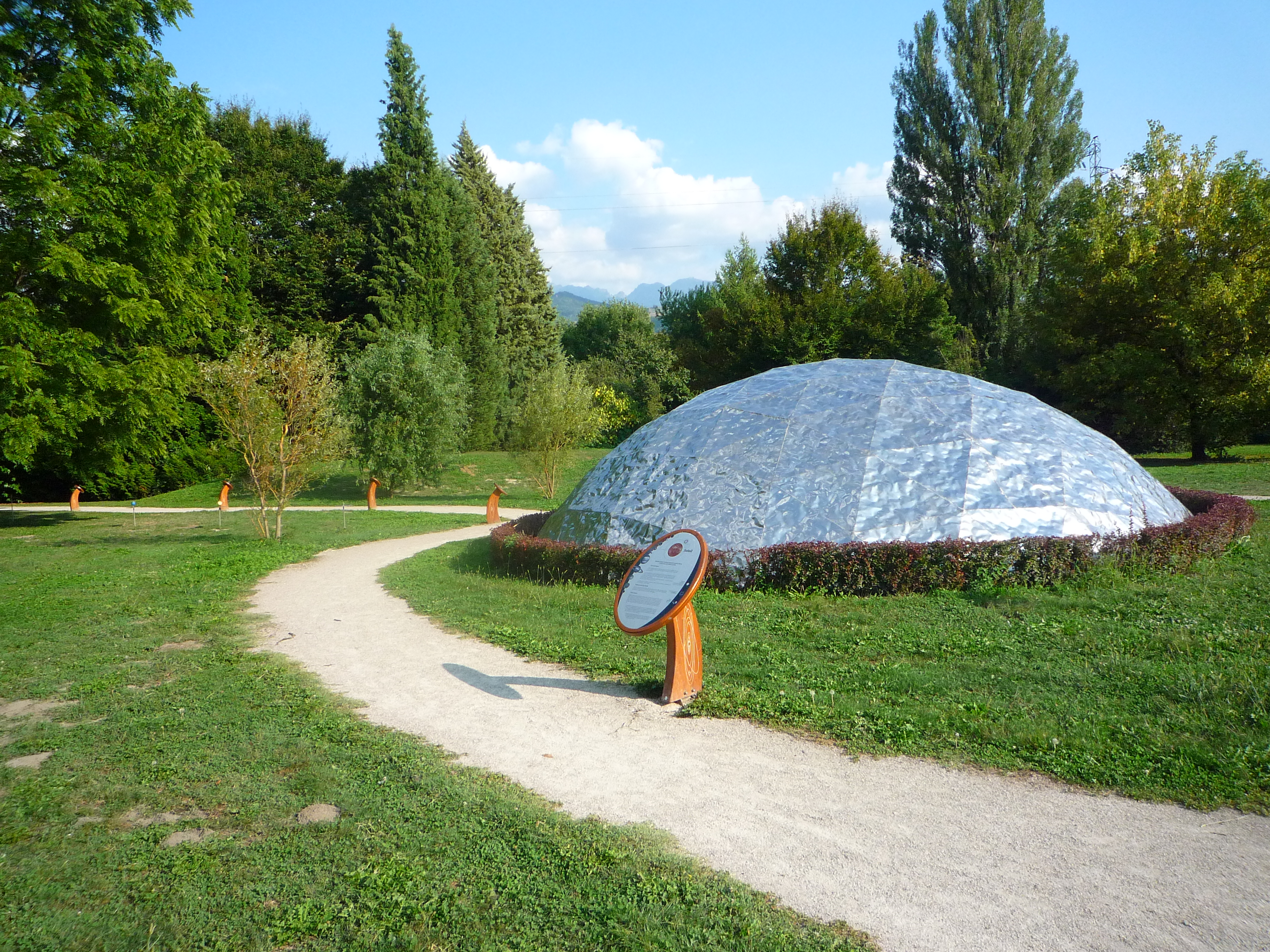
Arboretum Robert Ruffier-Lanche

- Arboretum Robert Ruffier-Lanche, Grenoble-Saint-Martin-d’Hères

### Jura
- Arboretum von Cheveuil, Supt

### Loir-et-Cher
- Arboretum von de la Fosse, Fontaine-les-Coteaux

### Loire
- Arboretum Grands-Murcins, Roanne
- Arboretum von Dentillon, Roisey

### Loiret
- Nationales Arboretum des Barres, Nogent-sur-Vernisson
- Arboretum des prés des Culands, Meung-sur-Loire
- Parc Arboretum des grandes bruyères, Ingrannes
- Arboretum vom Schloss Châteauneuf-sur-Loire

### Lozère
- Arboretum Curie, La Panouse
- Arboretum von Born, Le Born
- Arboretum von Civergols, Saint-Chély-d’Apcher

### Maine-et-Loire
- Arboretum Gaston-Allard, Angers

### Haute-Marne
- Arboretum von Montmorency, Bourbonne-les-Bains

### Meurthe-et-Moselle
- Arboretum von Amance, Champenoux
- Arboretum von der Abiétinée, Malzéville

### Morbihan
- Arboretum von Camors, Camors

### Moselle

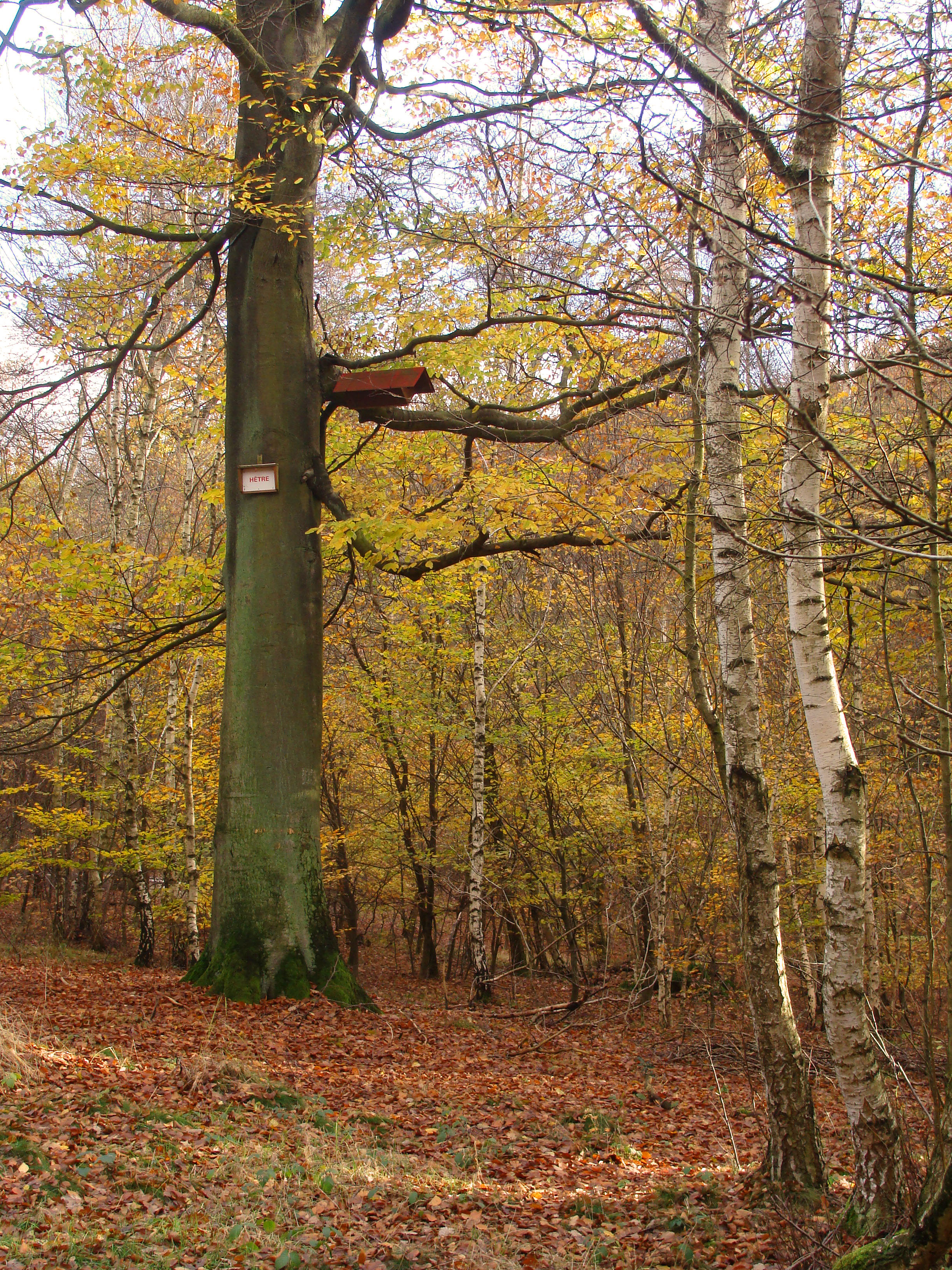
Arboretum von L’Hôpital (Moselle)

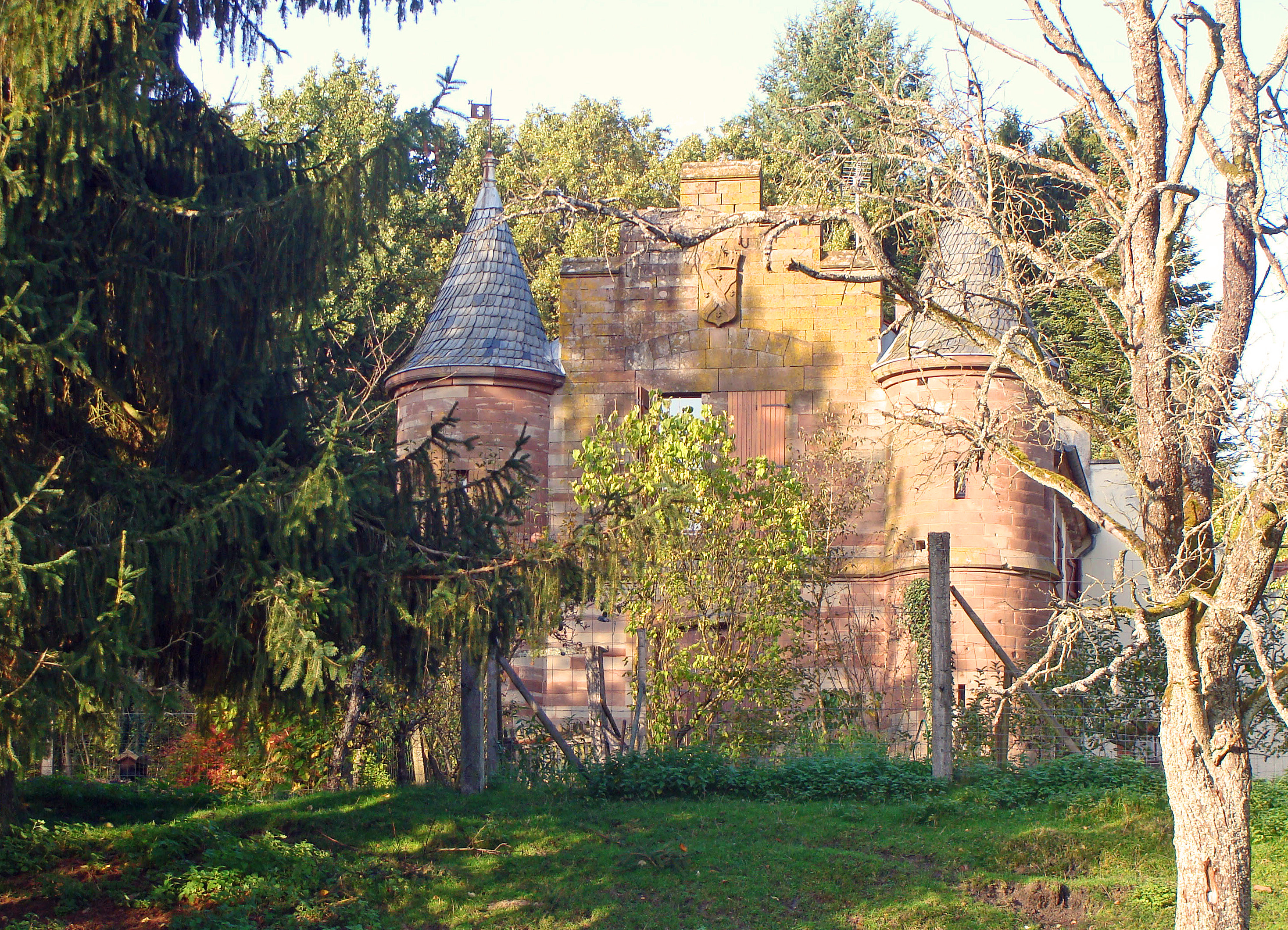
Arboretum von Sarralbe (Moselle)

- Arboretum vom Brunnenthal, Phalsbourg
- Arboretum von Creutzwald (am See), Creutzwald
- Arboretum von Laquenexy, Laquenexy
- Arboretum vom Col de Lessy, Plappeville
- Arboretum von L’Hôpital (Moselle), L’Hôpital
- Arboretum vom botanischen Garten Montigny-lès-Metz, Montigny-lès-Metz
- Arboretum von Oderfang, Saint-Avold
- Arboretum von Rodemack, Rodemack
- Arboretum von Rouhling, Rouhling
- Arboretum von Sarralbe, Sarralbe
- Arboretum vom Schlossberg, Forbach

### Nord
- Arboretum vom Manoir aux Loups, Halluin

### Oise
- Arboretum von Lieuvillers

### Orne

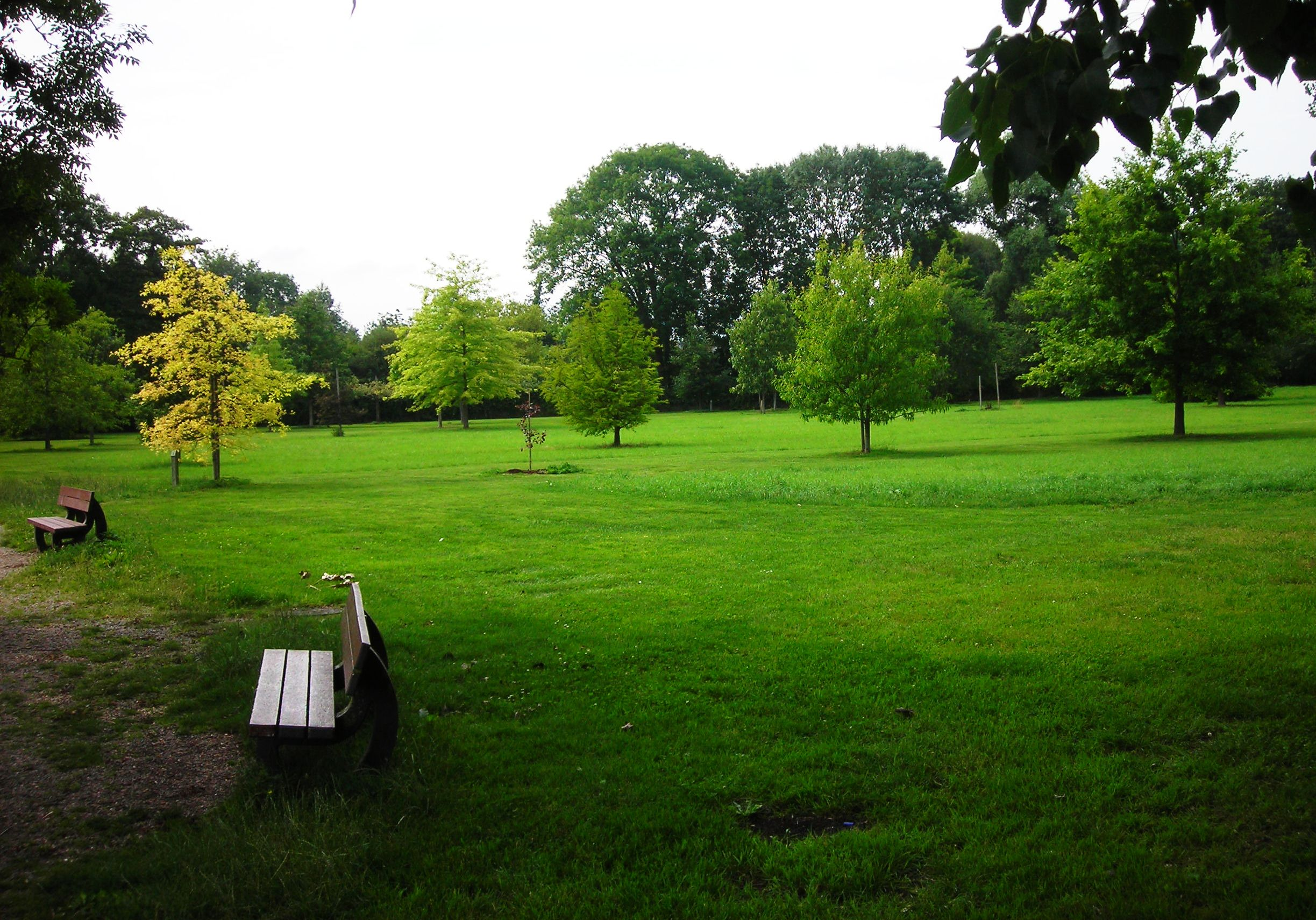
Arboretum Koutiala, Alençon

- Arboretum Étoile des Andaines, Champsecret
- Arboretum Koutiala, Alençon

### Paris
- Arboretum der école du Breuil, Paris (Bois de Vincennes)

### Pas-de-Calais
- Arboretum von Boulogne, Boulogne-sur-Mer

### Puy-de-Dôme
- Arboretum von Royat, Royat

### Pyrénées-Atlantiques
- Arboretum von Tournay, Tournay

### Pyrénées-Orientales
- Village-aArboretum von Vernet-les-Bains
- Arboretum von Font-Romeu, Font-Romeu
- Arboretum von Saint Guilles, Prats de Mollo
- Arboretum von Canet, Canet-en-Roussillon
- Arboretum vom Mas de la Serre, Banyuls-sur-Mer

### Saône-et-Loire
- Arboretum von Pézanin, Dompierre-les-Ormes

### Haute-Savoie
- Arboretum von Ripaille, Thonon-les-Bains

### Hauts-de-Seine

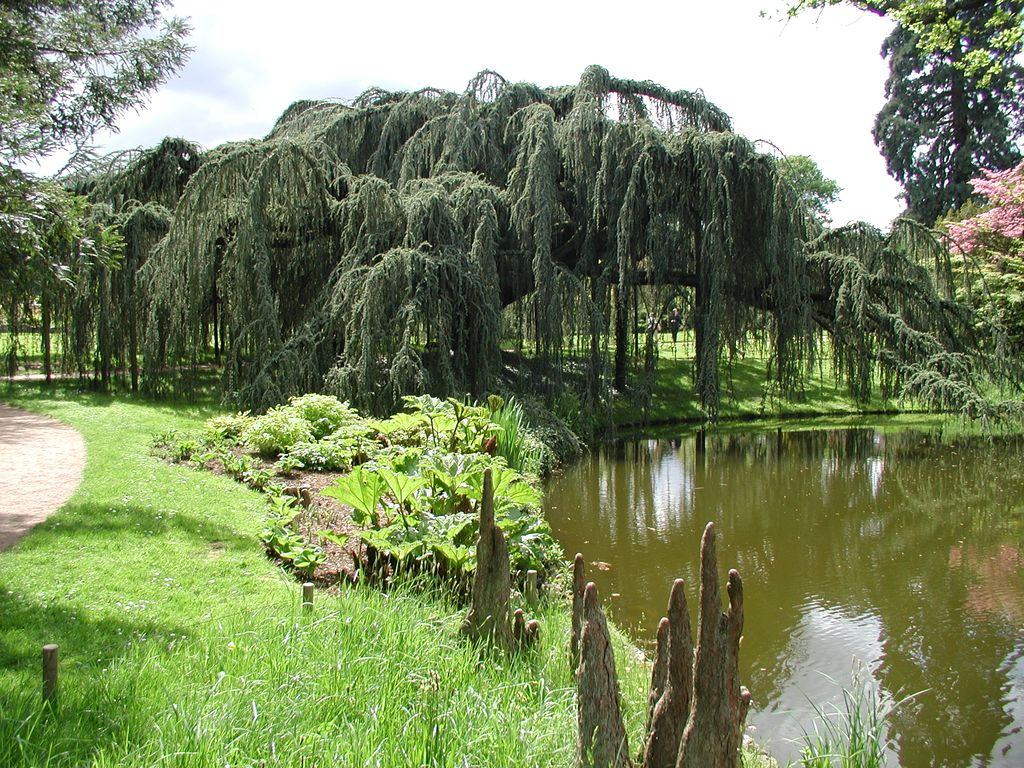
Arboretum Vallée-aux-Loups, Châtenay-Malabry

- Arboretum Vallée-aux-Loups, Châtenay-Malabry

### Seine-Maritime
- Arboretum der Basse-Seine, Rouen
- Arboretum von Roumare, Rouen
- Arboretum Parc de Rouelles, Le Havre
- Arboretum Forêt Verte, Houppeville

### Seine-Saint-Denis
- Arboretum Bois de l’Etoile, Gagny
- Arboretum von Montfermeil, Montfermeil

### Deux-Sèvres
- Arboretum Chemin de la Découverte, Melle
- Arboretum forestier départemental, Melle

### Somme
- Arboretum vom Château de Rambures, Rambures
- Arboretum Parc de Samara, La Chaussée-Tirancourt

### Tarn
- Arboretum von Calmels, Lacaune

### Val-d’Oise
- Arboretum von La Roche-Guyon, La Roche-Guyon

### Var
- Arboretum André-Luglia, Pierrefeu-du-Var
- Arboretum von Gratteloup, Bormes-les-Mimosas
- Arboretum vom Ravin des Caunes, Bormes-les-Mimosas
- Arboretum vom Ruscas, Bormes-les-Mimosas
- Arboretum vom Treps, Collobrières
- Arboretum vom Caneiret, Saint-Raphaël (Var)
- Arboretum vom Plan Esterel, Saint-Raphaël (Var)

### Vaucluse
- Arboretum vom Font de l’Orme, Mérindol

### Vendée
- Arboretum von Saint-Avaugourd-des-Landes, Moutiers-les-Mauxfaits
- Arboretum vom Puy du fou, Les Épesses

### Haute-Vienne
- Arboretum la Jonchère, La Jonchère-Saint-Maurice

### Vosges
- Arboretum der Hutte, Claudon

### Yvelines
- Arboretum von Chèvreloup, Rocquencourt (Yvelines)
- Arboretum von Grignon, Thiverval-Grignon